# 西南人民革命大学
西南人民革命大学（简称：西南革大，革大）是中华人民共和国境内曾经存在的一所大学，成立于1950年。在1952年、1953年的全国院系调整中，先后被合并、组建并发展成为西南财经大学、四川外国语大学、西南政法大学等学校。

## 校史
1950年4月，西南军政委员会创办西南人民革命大学，刘伯承任校长。
1950年6月，全国召开第一次高等教育工作会议，西南革大副教育长作为西南地区高校代表组组长出席此次会议。
1952年4月，中共中央西南局决定改西南革大为西南人民大学，并着手筹划和招生。同时决定将“财政部、贸易部、银行、合作等所办的四个专科学校合并为革大四个部，停止短期训练招生”。
1952年6月下旬，革大与中国人民解放军第二高级步兵学校俄文大队（前身为西南军政大学俄文训练团）合并之后，西南贸易专科学校（8月初）、重庆大学法学院和部分商学院、四川大学的政法学院、川东教育学院（11月上旬）、重庆财经学院（12月中旬）等随后亦并入西南革大 ，统一划归西南人民革命大学新组成的四部管理 。
同年8月，学校选派干部去北京中国人民大学学习。9月22日至25日，西南军政委员会文教部召开西南地区高等学校院系调整工作会议，决定将西南地区几所大学的政治、法律院合并，由西南人民革命大学负责筹建西南政法学院（考虑到当时条件所限，决定先在西南革大成立政法系） 。
10月底，学校决定撤销原有的校部和一、二、三、四部，成立四个处、两个室 ：一处主管教务，二处主管政治课教研，三处主管业务课教研（由于地理位置的原因，三处实际也管理革大的财经科系），四处主管后勤；两室为校长办公室、党委办公室。为了转变成为正规的人民大学，革大将原划归四部领导的几个并来的院校调整为财政、贸易、经济计划、工厂管理四个系和专修科；将并入西南革大的重庆大学法学院（含政治系、法律系）和四川大学政法学院（含政治系、法律系）合组为政法系；原西南革大三部的工人政治教员班、学习指导员班、政治辅导员班合组为政治教育系；原俄文专修部（俄文大队）改为俄文系  ；12月中旬，重庆财经学院法律系并入西南革大政法系。
西南革大改西南人民大学的计划上报政务院后未获批准，于是便采取了“打散西南革大,充实各大专院校和党校”的方法。1953年3月，贵州大学法律系和政治经济学系并入并入西南革大政法系；4月，西南司法部干训班并入西南革大；5月21日，西南俄文专科学校（现为四川外国语大学）正式成立；8月20日，以西南革大政法系为基础，正式成立了西南政法学院（现为西南政法大学），直属西南政法委员会领导；9月，西南革大学三处和财经系科参与合并组建四川财经学院（现为西南财经大学），其余部分并入中共中央西南局党校（现为四川省委党校）；10月，革大正式宣布结束。

## 发展概况[1]
西南革大的发展可分为三个阶段，分别是公开招生，培训革命干部阶段（1950年4月至9月）、轮训在职干部，培训工人骨干阶段（1950年9月至1952年4月）、转变为西南人民大学阶段（1952年4月至1953年10月），截止1953年10月，革大共培养了近10万各类人才。

## 分校概况[1]
西南人民革命大学在重庆市红岩村郊农村和庞家岩设有总校，在四川成都、云南昆明、贵州贵阳、川南、川北、西康设有分校（川东分校未单独成立），各分校概况如下。
| 分校名称 | 校长   | 校址     | 起止时间               | 刊物                                   | 备注                                             |
| -------- | ------ | -------- | ---------------------- | -------------------------------------- | ------------------------------------------------ |
| 成都分校 | 李井泉 | 四川成都 | 1950年2月 - 1952年10月 | 《革大生活》                           | 发展为中共四川省委党校                           |
| 云南分校 | 周保中 | 云南昆明 | 1950年4月 - 1953年3月  | 《云南革大》、《学习生活》             | 后改建为云南省人民政府行政干部学校               |
| 贵阳分校 | 陈曾固 | 贵州贵阳 | 1950年8月 - 1954年1月  | -                                      | -                                                |
| 川南分校 | 刘披云 | 四川泸县 | 1950年4月 - 1952年8月  | 《学习生活》（后更名为《人民勤务员》） | -                                                |
| 川北分校 | 胡耀邦 | 四川南充 | 1950年1月 - 1952年8月  | -                                      | 改为四川省第二行政干部学校（1955年夏秋期间结束） |
| 西康分校 | 廖志高 | 西康雅安 | 1950年1月 - 1952年12月 | 《西康革大》                           | -                                                |

## 校园文化[1]

### 校风
团结 紧张 活泼 严肃

### 校训
实事求是，民主作风，虚心冷静，艰苦朴素

## 备注
1. ↑  此处有争议，2003年出版的《西南政法大学校史（1953年－2003年）》称，西南政法大学成立于9月20日，此处采用1993年版《西南政法学院（1953-1992）》说法。[5]